# Epiclorohidrina
L'epiclorohidrina (abreujat ECH), o epiclorhidrina, o 1-cloro-2,3-epoxipropà, és un compost orgànic organoclorat del grup epòxid. És un compost electròfil altament reactiu i s'usa en la producció de glicerol, plàstics, coles epoxi, resines epoxi i elastòmers.
És una molècula quiral que existeix generalment com a mescla racèmica d'enantiòmers dretans i esquerrans.
L'epiclorohidrina, malgrat el seu nom, no és una halohidrina. És un líquid incolor amb un punyent, olor d'all, moderadament soluble en aigua, però miscible en solvents orgànics.
En un entorn industrial l'epiclorohidrina s'aconsegueix a mitjançant la cloració del propilè

## Producció
L'epiclorhidrina es fabrica típicament a partir de clorur d'al·lil en dos passos, començant per l'addició d'àcid hipoclorós, el qual permet una mescla de dos alcohols isomèrics:
En el segon pas aquesta mescla és tractada amb una base per donar l'epòxid:
D'aquesta manera, més de 800 000 tones (1997) d'epiclorohidrina es produïren anualment.

### Altres mètodes
Els mètodes que impliquen menys intermedis clorats han continuat atraient interès. Un d'aquests processos implica l'epoxidació del clorur d'al·lil.

## Aplicacions

### Síntesi del glicerol i de resines epoxi
L'epiclorhidrina es converteix principalment en bisfenol A diglicidilèter, un bloc de construcció en la fabricació de les resines epoxi. També és un precursor dels monòmers per a altres resines i polímers. Un altre ús és la conversió a glicerol sintètic. Tanmateix, el ràpid augment de la producció de biodièsel, que genera glicerol com a residu, ha provocat un canvi en el mercat del glicerol, fent que aquest procés sigui poc econòmic. El glicerol sintètic ara només s'empra en aplicacions farmacèutiques i en tècniques assistencials sensibles, on calen alts estàndards de qualitat.

## Seguretat
L'epiclorhidrina està classificada per diverses agències i grups internacionals de recerca sobre la salut com a probable cancerigen en humans. El consum oral prolongat d'alts nivells d'epiclorhidrina pot produir problemes d'estómac i un major risc de càncer. L'exposició laboral a l'epiclorohidrina mitjançant la inhalació pot provocar irritació pulmonar i un major risc de càncer de pulmó.